# Coxequesoma
Coxequesoma es una familia de ácaros perteneciente al orden Mesostigmata.

## Especies
- Coxequesoma Sellnick, 1926
  - Coxequesoma cauda (Elzinga, 1989)
  - Coxequesoma collegianorum Sellnick, 1926
  - Coxequesoma gignodissidens Elzinga, 1982
  - Coxequesoma hermanni Elzinga, 1982
  - Coxequesoma labidocoxata Elzinga, 1982
  - Coxequesoma panamaensis (Hirschmann, 1975)